# Мили Брајт
Мили Брајт (21. август 1993) је енглеска фудбалерка која игра за енглески клуб Челси као одбрамбени играч. Такође наступа за енглеску репрезентацију.

## Каријера
У децембру 2014. Мили је потписала са клубом Челси уочи сезоне 2015. Помоћник менаџера Челсија Пол Грин рекао је за потписивање: "Мили је сјајна и млада фудбалерка која жели да развија и побољша своју игру. Има 21. годину и већ је играла пуно и зна о чему се ради. Додаће снагу и физичку способност на тренинзима и сигуран сам да ће се показати добрим додатком овој талентованој групи. "  Челси је завршио на првом месту у регуларном делу сезоне са рекордом 10–2–2 и квалификовао се за УЕФА лигу шампиона 2016–17, други пут у историји тима. Брајтова је одиграла четрнаест наступа за клуб током сезоне 2015., укупно 906 минута.

## Репрезентација
Брајтова је представљала Енглеску у бројним омладинским репрезентацијама, укључујући тим до 23 година.  У јуну 2016. године постигла је пенал са САД-ом током последње утакмице нордијског купа. Селектор репрезентације Марк Сампсон дао јој је да дебитује у сениорској репрезентацији Енглеске у септембру 2016., и ушла је у последњој минути у победи од Белгије од 2: 0.
У фебруару 2019. године, она се због повреде повукла из Енглеске у првенству SheBelieves Cup, а заменила ју је Џема Бонер.
У мају 2019. године, Мили је изабрана за Светски куп те године. Одиграла је 2 од 3 утакмице групе, као и у 16. колу, четвртфиналу и полуфиналу. Морала је да напусти утакмицу у полуфиналном поразу од 2–1 у Сједињене Државе након што је добила други жути картон.